# Cantone di Montbazon
Il Cantone di Montbazon era una divisione amministrativa dell'arrondissement di Tours.
A seguito della riforma approvata con decreto del 18 febbraio 2014, che ha avuto attuazione dopo le elezioni dipartimentali del 2015, è stato soppresso.

## Composizione
Comprendeva i comuni di:
- Artannes-sur-Indre
- Montbazon
- Monts
- Pont-de-Ruan
- Sorigny
- Veigné
- Villeperdue